# Georg Klimt
Georg Klimt (* 2. November 1867 in Wien; † 3. September 1931 ebenda) war ein österreichischer Kunsthandwerker.

## Leben

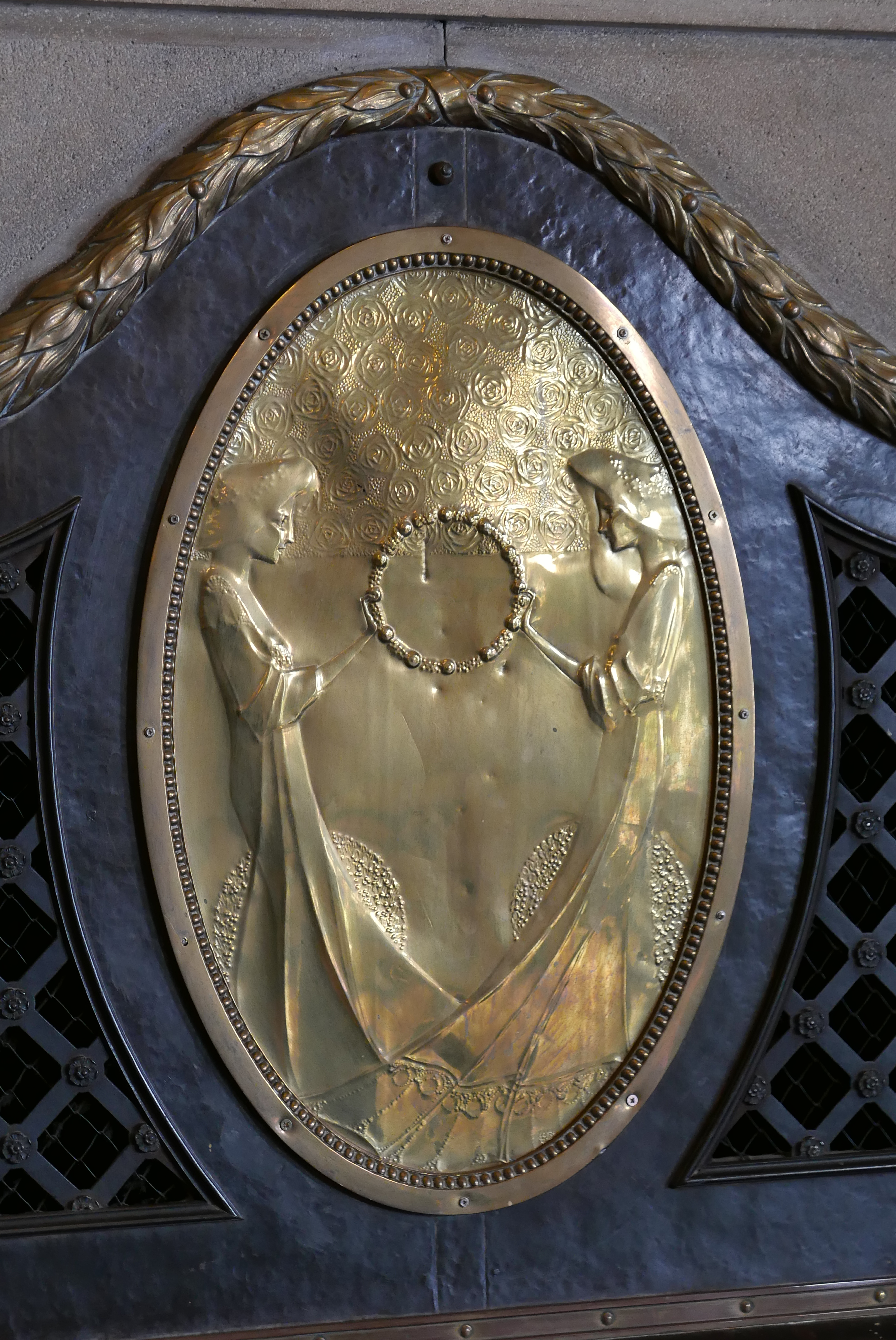
Georg Klimts Flachrelief in der Lobby des Hotels Unter dem Adler in Bielsko-Biała

Georg Klimt besuchte 1889 bis 1896 die Wiener Kunstgewerbeschule und ließ sich dort in Ziselierkunst und Bildhauerei ausbilden. 1896 machte er sich selbstständig. Ab 1897 war er regelmäßig mit Goldschmiede- und Treibarbeiten in den Ausstellungen des Österreichischen Museums für Kunst und Industrie vertreten. Ab 1910 war er Lehrer an der Frauenkunstschule. 
Georg Klimt wurde von seinem Bruder Gustav Klimt sehr gefördert. Gustav entwarf auch für ihn (etwa das Grabkreuz der Eltern; siehe hier), andere Arbeiten führte Georg Klimt nach Entwürfen von Carl Otto Czeschka aus. Die Türen des Gebäudes der Wiener Secession realisierte Georg Klimt nach Vorlagen von Joseph Maria Olbrich. Bekannt sind auch Arbeiten nach Entwürfen von Alfred Roller, welcher ihn als „wohl besten und billigsten Metallbildhauer“ weiterempfahl. 
Georg Klimt ist auf dem Wiener Zentralfriedhof bestattet; sein Grab in Gruppe 16, Erweiterung B, Reihe 5, Nummer 19, ist auf Friedhofsdauer gemietet. Das Grab seiner Eltern und seines Bruders Ernst Klimt befindet sich auf dem Baumgartner Friedhof, das Grab Gustav Klimts auf dem Hietzinger Friedhof (siehe hier).

## Werke
- vor 1925 mit Karl Holey Lavabo in der Sakristei der Pfarrkirche Thernberg